# Sandro Puppo
Pour les articles homonymes, voir Puppo.
Sandro Puppo (né le 28 janvier 1918 à Plaisance en Émilie-Romagne et mort le 16 octobre 1986 dans la même ville) est un footballeur italien qui jouait en tant que milieu de terrain avant de devenir ensuite entraîneur.
Il est connu pour avoir dirigé trois principaux clubs : le Beşiktaş JK (1953-1954 et 1960-1961), le FC Barcelone (1954-1955) et la Juventus (1955-1957), ne remportant aucun trophée. Il est également connu pour avoir été sélectionneur de la Turquie (1952-1954, 1960-1962, 1965, 1965-1966).

## Biographie

### Joueur
Piacentino de naissance, il vit durant son enfance à Shanghai, suivant son père violoniste. En Chine, il commence à jouer au football durant le début des années 1930, dans l'équipe de son école locale.
En 1934, il retourne à Piacenza et se présente à l'entraîneur Carlo Corna, qui le fait donc commencer sa carrière au Piacenza Calcio pendant cinq saisons, sans rien remporter (et où il change alors de poste pour passer au milieu de terrain). Il reste au club comme un titulaire indiscutable durant trois saisons en Serie C, mais qui lui valurent d'être convoqué pour disputer les jeux olympiques de 1936, avec son coéquipier Carlo Girometta. Réserviste, il ne joue aucun match mais remporte néanmoins la médaille d'or.
Durant l'été 1937, il part pour un faible laps de temps à l'Inter Milan (pour qui il joue son premier match le 6 janvier 1938 lors d'un match de coupe contre le Napoli), avec qui il remporte dès sa première saison un scudetto sans toutefois parvenir à prendre la place de titulaire de Renato Olmi (seulement 8 matchs en Serie A).
Après peu de temps de jeu, il signe alors pour le Venezia Calcio avec qui il reste cinq ans, dont quatre en tant que titulaire indiscutable, de 1939 à 1943 avec le duo d'attaque Loik-Mazzola. Il remporte également avec les vénitiens une autre coupe d'Italie en 1941.
Puis la Seconde Guerre mondiale arrête les compétitions en Italie, et il revient en 1945 dans son club d'origine comme entraîneur-joueur, Piacenza Calcio (remplaçant sur le banc pour quatre journées Renato Bodini), puis retourne à Venise avant de terminer à la suite d'une descente en Serie B sa carrière à l'AS Rome pour deux saisons (il doit alors mettre un terme à sa carrière à la suite d'une grave blessure).
Il tente enfin une dernière aventure avec le modeste club de Promozione de Thiene en 1949-50 (où il inscrivit un seul but selon certaines sources),.

### Entraîneur
Il entame ensuite une carrière d'entraîneur après la fin de celle de joueur. Après diverses expériences comme entraîneur-joueur avec Piacenza ou encore Thiene, il entraîne tout d'abord un club qu'il connaît bien, Venezia (en Serie B), avant de rejoindre le banc de Rovereto (en Serie C). 
En 1952, il est appelé pour prendre les rênes de la Turquie en tant que sélectionneur, qu'il guide pour les jeux olympiques de 1952 et qualifie pour le premier mondial de leur histoire (en battant l'Espagne), celui de 1954 (Mais les Turcs ne passent pas le premier tour, battus en barrage par la RFA). Durant sa période turque, il prend également les rênes d'un des grands clubs d’Istanbul avec le Beşiktaş (entre 1952 et 1954), avec qui il remporte deux championnats d'Istanbul (Ligue d'Istanbul).
Il part ensuite pour l'Espagne pour diriger le club du FC Barcelone (durant la saison 1954-1955), avec qui il parvient à remporter la seconde place derrière le grand Real Madrid et lance notamment dans le bain le jeune Luis Suárez en équipe première. 
Au bout d'une saison, il retourne au pays, prenant les rênes du grand club du nord de la Juventus (il y dirige sa première rencontre sur le banc le 18 septembre 1955 lors d'un nul 2-2 contre le SPAL Ferrara en Serie A). Il met à la Juve un programme de renouvellement et de rajeunissement de l'équipe, dès lors surnommée la Juve dei puppanti,, en donnant la clé du jeu à de jeunes titulaires comme Piero Aggradi, Flavio Emoli, Enzo Robotti et Giuseppe Vavassori (tous sortis du centre de formation du club). Il dirige au total 68 matchs avec la Vieille Dame, dont 19 victoires.
En 1957, il rejoint Venise pour entraîner la Mestrina, avant d'entrer l'année suivante dans les rangs fédaraux appelé par Walter Mandelli, en tant que secrétaire général du Secteur Technique de la F.I.G.C.. À l'occasion d'un amical à Budapest, il dirigea notamment sur le banc la sélection d'Italie B, avant d'ensuite retourner de nouveau en Turquie, pour le même schéma sélection-Beşiktaş. 
Il rentre enfin définitivement en Italie, dirigeant Syracuse, Venise et l'US Triestina, avant de terminer sa carrière d'entraîneur avec le club de sa ville de Piacenza, entre juin 1966 et octobre 1967, date à laquelle il abandonne son poste d'entraîneur à Leo Zavatti.

### Après-carrière
En 1968, il est nommé par le président du club de sa ville natale Piacenza Enzo Bertuzzi comme secrétaire, correspondant et interprète. En 1970, il fut choisi par la FIFA parmi le groupe d'études techniques du mondial 1970 au Mexique, avec les Anglais Winterbottom et Greenwood ainsi que l'Allemand Cramer.
En 1974, il publie à Piacenza un livre: « Calcio: quo vadis », traitant de l'évolution technique et tactique du football de ses origines jusqu'à la fin des années 1970.
Il meurt à Piacenza, sa ville de toujours, en 1986 à l'âge de 68 ans.
Dans sa ville natale lui est dédié en son honneur deux terrains de football: celui de Turris et du BettolaSpes.

## Palmarès

### Joueur
| \| Ambrosiana Inter - Championnat d'Italie (1) : - Champion : 1937-38. - Coupe d'Italie (1) : - Vainqueur : 1938-39. \| \| Venise - Coupe d'Italie (1) : - Vainqueur : 1940-41. \| |  | Italie - Jeux olympiques : - Or : Berlin 1936.       |
| Ambrosiana Inter - Championnat d'Italie (1) : - Champion : 1937-38. - Coupe d'Italie (1) : - Vainqueur : 1938-39.                                                                  |  | Venise - Coupe d'Italie (1) : - Vainqueur : 1940-41. |

### Entraîneur
| Beşiktaş - Ligue d'Istanbul (2) : - Champion : 1951-52 et 1953-54. |  | FC Barcelone - Championnat d'Espagne : - Vice-champion : 1954-55. |